# 엘리어트 어윗

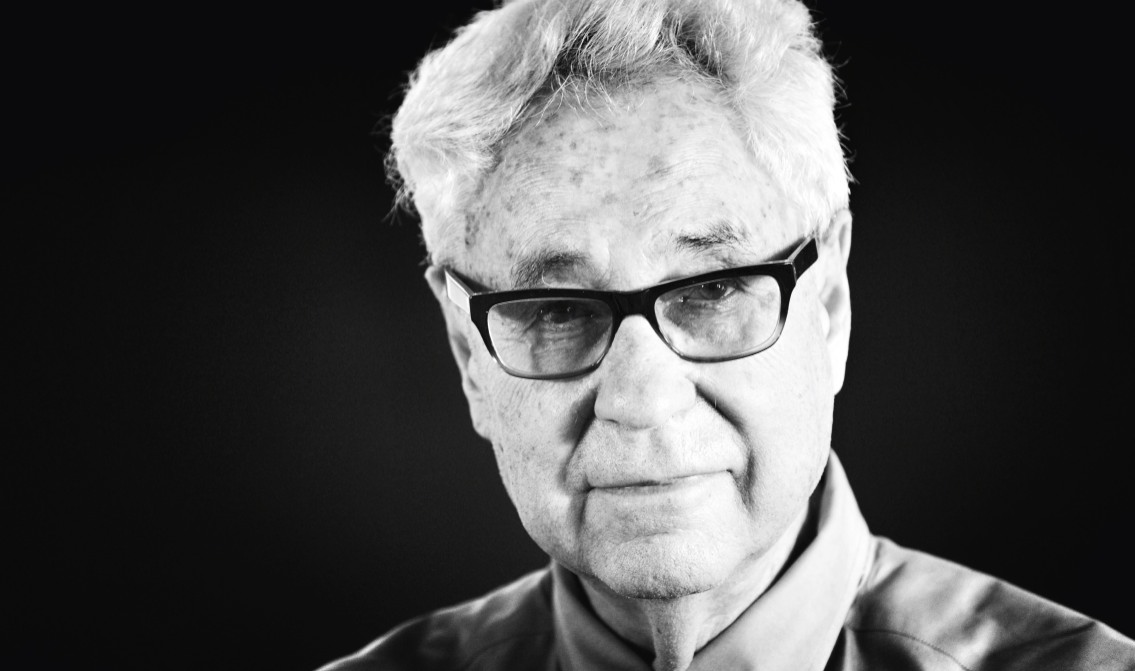
2014년 모습

엘리어트 어윗(Elliott Erwitt, 본명: Elio Romano Erwitz 출생, 1928년 7월 26일 – 2023년 11월 29일)는 프랑스 태생의 미국 광고 및 기록사진가로 일상 환경에서 아이러니하고 터무니없는 상황을 흑백으로 솔직하게 찍은 사진으로 유명하다. 1953년부터 매그넘 포토스의 회원이었다.

## 어린 시절
엘리엇 어윗은 1928년 7월 26일 프랑스 파리에서 유대인-러시아 이민자 부모인 유지니아(Eugenia)와 보리스 에르위츠(Boris Erwitz) 사이에서 태어났다. 부모는 곧 이탈리아로 이주했다. 1939년 그가 열 살이었을 때 그의 가족은 미국으로 이주했다. 그는 로스엔젤레스 시티 칼리지와 사회연구 뉴 스쿨에서 사진과 영화 제작을 공부했다. 1951년 미국 육군에 징집되어 1953년 제대하였다.